# Nine Lives
Nine Lives je album rock skupine Aerosmith. Izšel je leta 1997 pri založbi Columbia Records.

## Seznam skladb
1. "Nine Lives" - 4:01
2. "Falling in Love (Is Hard on the Knees)" - 3:26
3. "Hole in My Soul" - 6:10
4. "Taste of India" - 5:53
5. "Full Circle" - 5:01
6. "Something's Gotta Give" - 3:37
7. "Ain't That a Bitch" - 5:25
8. "The Farm" - 4:27
9. "Crash" - 4:26
10. "Kiss Your Past Good-Bye" - 4:32
11. "Pink" - 3:55
12. "Attitude Adjustment" - 3:45
13. "Fallen Angels" - 8:16